# 고리야마역 (후쿠시마현)
고리야마역(일본어: 郡山駅)은 일본 후쿠시마현 고리야마시에 위치한 동일본 여객철도와 일본화물철도 소속 철도역이며, 도호쿠 신칸센, 도호쿠 본선,
반에쓰 서선, 반에쓰 동선의 정차역이다.

## 역 구조
기존선은 지상역, 신칸센은 고가역의 형태를 띠고 있다.

#### 승강장
기존선 승강장
1번선부터 6번선까지가 해당된다.
신칸센 승강장
11번선부터 13번선까지가 해당된다.
| 기존선  |                         |          |                                      |
| 1       | 반에쓰 서선             |          | 아이즈와카마쓰・기타가타방면         |
| 3       | 스이군 선               |          | 이와키이시카와・미토방면             |
| 2・4・5 | 도호쿠 본선             | （상행） | 시라카와・구로이소방면               |
| 2・4・5 | 도호쿠 본선             | （하행） | 니혼마쓰・후쿠시마방면               |
| 6       | 반에쓰 동선             |          | 오노니이마치・이와키방면             |
| 신칸센  |                         |          |                                      |
| 11      | 도호쿠 신칸센           |          | （당역 출발 전용 플랫폼）            |
| 12      | 도호쿠・야마가타 신칸센 | （하행） | 센다이・모리오카・야마가타・신조방면 |
| 13      | 도호쿠 신칸센           | （상행） | 오미야・도쿄방면                     |

## 역 주변
- 우스이 백화점
- 고리야마시 후레아이 과학관
- 고리야마 역 동 쇼핑센터

## 인접역
| 동일본 여객철도 도호쿠 신칸센                    | 동일본 여객철도 도호쿠 신칸센 | 동일본 여객철도 도호쿠 신칸센      |
| ------------------------------------------------ | ----------------------------- | ---------------------------------- |
| 신시라카와 도쿄 방면                             | ■ 도호쿠 신칸센               | 후쿠시마 센다이·신아오모리 방면    |
| 동일본 여객철도 도호쿠 본선                      |                               |                                    |
| 아사카나가모리 스카가와･시라카와･우쓰노미야 방면 | ■ 보통                        | 히와다 후쿠시마· 센다이 방면       |
| 동일본 여객철도 반에쓰사이선                     |                               |                                    |
| 시·종착역                                        | ■ 쾌속 '아이즈라이너'         | 반다이아타미 아이즈와카마쓰 방면   |
| 시·종착역                                        | ■ 쾌속 · 보통                 | 고리야마토미타 아이즈와카마쓰 방면 |
| 동일본 여객철도 반에쓰토선                       |                               |                                    |
| 모기 이와키 방면                                 | ■ 반에쓰토선                  | 시·종착역                          |